# Bom Povo Português
Bom Povo Português é um filme português de Rui Simões (cineasta), um documentário histórico de longa-metragem que descreve a situação social e política de Portugal entre o 25 de Abril de 1974 e o 25 de Novembro de 1975.
Estreou em Lisboa nos cinemas Estúdio e Quarteto a 18 de Novembro de 1981.

## Sinopse
O filme apresenta Portugal entre dois momentos históricos cruciais. O PREC: entre o dia  25 de Abril de 1974 e o dia 25 de Novembro de 1975.

## Festivais e prémios
- 1980 - 9º Festival Internacional de Cinema da Figueira da Foz, 1980 - 2º Prémio Imagens e Documentos

- 1980 - 4ª Mostra Internacional de São Paulo, Prémio do Público e Prémio da Crítica para o "melhor filme"

- 1981 - 21º Festival Internacional de Cartagena - Prémio Especial do Júri (Colômbia)

- 1981 – 31º Festival Internacional de Cinema de Berlim  (Filmmesse, - de 14 a 19 de Fevereiro : destaque para o cinema português)